# Provinz Sara
Sara ist eine Provinz im nordwestlichen Teil des Departamento Santa Cruz im Tiefland des südamerikanischen Anden-Staates Bolivien.
Die Provinz besteht seit dem 25. September 1883 und ist nach dem Fluss "Sara" (Stille Wasser) benannt, der seinen Namen von der ursprünglich hier ansässigen Chané-Bevölkerung bekommen hat. Heute trägt der "Sara" den Namen "Guapay", der ihm vom Volk der Chiriguanos gegeben wurde, oder "Río Grande", der von den spanischen Kolonisten stammt.

## Lage
Die Provinz ist eine von fünfzehn Provinzen im Departamento Santa Cruz. Sie grenzt im Westen an die Provinz Ichilo, im Süden an die Provinz Andrés Ibáñez, im Südosten an die Provinz Ignacio Warnes, und im Nordosten an die Provinz Obispo Santistevan.
Sie erstreckt sich zwischen 16°20' und 17°40' südlicher Breite und 63°11' und 64°05' westlicher Länge, ihre Länge von Nordwesten nach Südosten beträgt 210 Kilometer, ihre Breite maximal 50 Kilometer. Die Grenze der Provinz zu den beiden Nachbarprovinzen im Osten und Nordosten bildet der Río Piraí. Sie hat eine Größe von 6886 Quadratkilometern.

## Bevölkerung
Die Einwohnerzahl der Provinz Sara ist in den vergangenen drei Jahrzehnten um die Hälfte angestiegen:
| Jahr | Einwohner | Quelle       |
| ---- | --------- | ------------ |
| 1992 | 29 607    | Volkszählung |
| 2001 | 37 733    | Volkszählung |
| 2012 | 42 278    | Volkszählung |
| 2024 | 44 713    | Volkszählung |

44,6 Provinz der Bevölkerung sind jünger als 15 Jahre. 97,6 Provinz der Bevölkerung sprechen Spanisch, 11,1 Provinz Quechua, 1,4 Provinz Guaraní und 0,5 Provinz Aymara.
43,9 Provinz der Bevölkerung haben keinen Zugang zu Elektrizität, 45,5 Provinz leben ohne sanitäre Einrichtung (1992).
90,4 Provinz der Einwohner sind katholisch, 7,4 Provinz sind evangelisch (1992).

## Gliederung
Die Provinz Sara gliederte sich bei der letzten Volkszählung von 2024 in die folgenden drei Verwaltungsbezirke (bolivianisch „Municipios“):
- 07-0601 Municipio Portachuelo – 20.709 Einwohner
- 07-0602 Municipio Santa Rosa del Sara – 17.984 Einwohner
- 07-0603 Municipio Colpa Bélgica – 6.020 Einwohner